# Max von Diringshofen
Max Alexander Paul Ludwig von Diringshofen (né le 14 décembre 1855 à Arolsen et mort le 8 octobre 1936 à Potsdam) est un lieutenant général prussien.

## Biographie

### Origine
Max est issu de la famille von Diringshofen, à l'origine bourgeoise, qui est élevée au rang de noblesse impériale chevaleresque héréditaire en 1649. Il est membre de la branche de Sabow, qui acquit cette propriété en 1654. Il est le troisième fils du futur lieutenant-général prussien Karl von Diringshofen (1817-1890) et de son épouse Ida Pauline, née Jentsch (1823-1901)

### Carrière militaire
Comme son frère aîné Ernst (1849-1911), il choisit également de devenir soldat. Le 19 avril 1873, il rejoint comme sous-lieutenant du corps des cadets le 95e régiment d'infanterie (de) de l'armée prussienne. Début mars 1880, il est muté au 42e régiment d'infanterie et d'octobre 1880 à septembre 1883, commandement de l'école des sous-officiers de Potsdam. Entre-temps, Diringshofen est transféré au 132e régiment d'infanterie (de) à Glatz le 1er avril 1881 et promu premier lieutenant le 14 avril 1883. Il termine ensuite l'Académie de guerre en juin 1886. Du 1er avril 1887 au 22 mars 1889, il est affecté à l'état-major puis promu capitaine.
Entre-temps colonel, Diringshofen devient commandant du 8e régiment de grenadiers du Corps à Francfort-sur-l'Oder le 10 avril 1906. Il reçoit sa démission de ce poste en 1910.
Au début de la Première Guerre mondiale, il est réactivé et promu lieutenant général. Du 26 décembre 1914 au 18 juin 1916, il commande la 5e division de réserve du 3e corps de réserve (de) dans le secteur central du front oriental. En 1914, sa division est sur la Ravka, en septembre 1915 sur la Jasiolda puis dans la guerre de tranchées sur la Shchara.
Après la guerre, de nouveau à la retraite, il s'installe à Potsdam dans la villa von Diringshofen (de), construite en 1912, qu'il doit vendre en 1929 en raison d'une baisse de ses actifs. Il décède le 8 octobre 1936 à Potsdam. Il trouve sa dernière demeure au Nouveau cimetière de Potsdam.

### Famille
Diringshofen se marie trois fois. Seul le deuxième mariage, le 9 juin 1892 à Hanovre, avec la fille du riche industriel Margarete de Haen (1871-1915), donne naissance à deux fils et deux filles. La fille Ilse fonde une famille avec Hans Klaus von Werder (de)-Sagisdorf. Le fils aîné est le célèbre professeur de médecine aérospatiale Heinz von Diringshofen (de) (1900-1967)